# Мезосома (морфологія)
Це стаття про відділ тіла членистоногих. Про органелу бактерій див. Мезосома.
Мезосома (лат. mesosoma; від дав.-гр. μέσος — середній + σῶμα — тіло) — середній відділ тіла павукоподібних і деяких комах.
У павукоподібних мезосома несе кінцівки, що зазнали сильної модифікації: статеві кришки, легені, гребнеподібні органи, павутинні бородавки.
На мезосомі перетинчастокрилих комах розташовуються ходові кінцівки й, у крилатих форм, крила (або зачатки крил).

## Павукоподібні

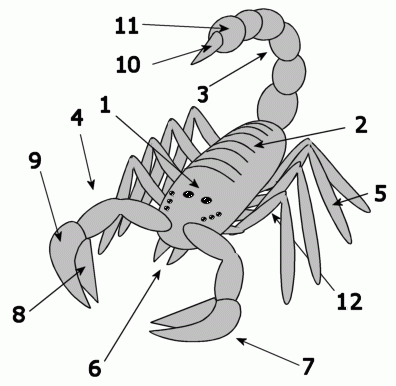
Анатомія скорпіона: 1 — просома,
2 — мезосома,
3 — метасома

Мезосома павукоподібних початково складається з перших семи сегментів, що входять до складу заднього відділу тіла — опістосоми або черевця. Перший сегмент мезосоми (VII післяротовий) ніколи не несе кінцівок і часто зазнає редукції. У павуків він перетворений на тонке стебельце, що з'єднує опістосому з просомою (головогрудьми). На другому сегменті мезосоми зазвичай відкриваються статеві отвори.
У багатьох павукоподібних зовнішня сегментація тіла частково або повністю втрачається, а самі сегменти зливаються один з одним. Через це виділити мезосому зі складу опістосоми, а також співвіднести кінцівки зі сегментами можна лише непрямим чином або на основі даних ембріології. Найяскравіші приклади таких випадків — павуки та кліщі.
У складі мезосоми скорпіонів добре помітні лише шість сегментів. Перший сегмент цього відділу зазнав дуже сильної редукції, і про його наявність можна судити лише за додатковою парою остій у серці.

## Комахи

Мезосома стебельчасточеревних перетинчастокрилих.

У перетинчастокрилих з підряду стебельчасточеревних (ос, бджіл, мурах) на стадії імаго і лялечки мезосомою називають відділ тіла, що утворюється злиттям трьох грудних і першого черевного сегмента (проподеума). У мурашок для позначення цієї тагми часто використовується альтернативний термін — алітрунк (alitrunk).